# Kamptoptera fuscescens
Kamptoptera fuscescens là một loài bướm đêm trong họ Crambidae.